# Ichneumon kozlovi
Ichneumon kozlovi är en stekelart som beskrevs av Kokujev 1909. Ichneumon kozlovi ingår i släktet Ichneumon och familjen brokparasitsteklar. Inga underarter finns listade i Catalogue of Life.